# Cameră

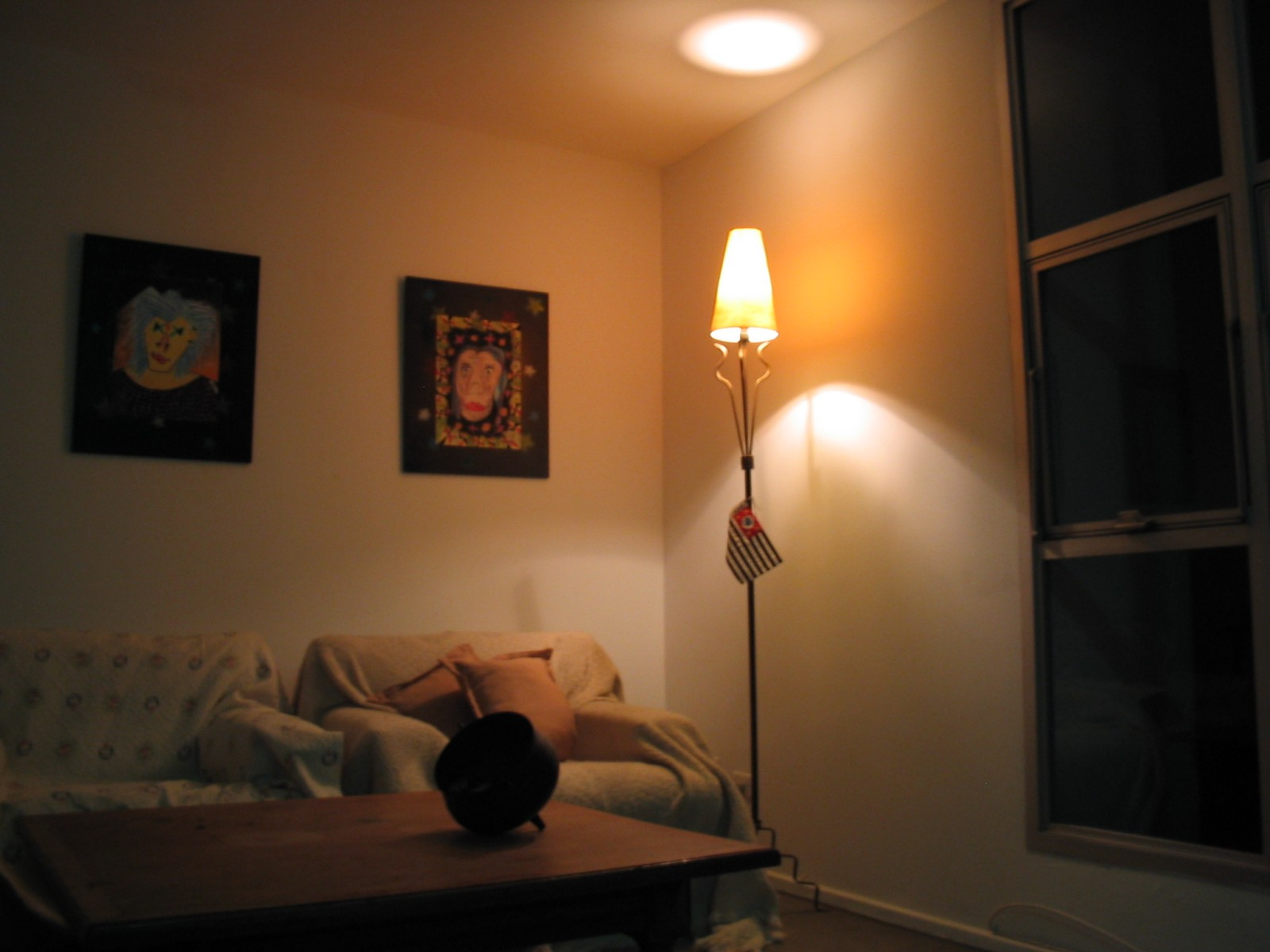
O sufragerie

O cameră (cunoscută și ca încăpere) este un spațiu separat din cadrul unei structuri arhitecturale, al unei clădiri; odaie. De obicei, camerele sunt separate de exterior prin ziduri și de alte camere sau de culoare prin (pereți, iar pentru a putea fi accesate, există uși. Termenul cameră este și un nume dat unei încăperi cu destinație specială, de exemplu cameră obscură.
Printre exemplele tipice de încăperi se numără sufrageria, bucătăria, baia și dormitorul.